# 古川村 (岐阜県)
古川村（ふるかわむら）は、かつて岐阜県揖斐郡にあった村である。
現在の揖斐郡大野町古川に該当する。

## 歴史
- 1889年（明治22年）7月1日 - 町村制により、古川村が発足。
- 1897年（明治30年）4月1日[2] - 大野郡が揖斐郡と本巣郡に分割。当村は揖斐郡の所属となる。
- 1898年（明治31年）3月7日 - 上秋村、稲富村、寺内村、稲畑村と合併し、富秋村が発足。同日古川村廃止。